# سیکورسکی اس-۳۴
سیکورسکی اس-۳۴ (به انگلیسی: Sikorsky S-34) یک هواگرد ساختِ کارخانهٔ سیکورسکی در کشور ایالات متحده آمریکا است. این هواگرد برای نخستین بار در ۱۹۲۶ میلادی مورد استفاده قرار گرفت.